# Calciatori per numero di gol realizzati nei campionati di calcio di prima divisione
La seguente è la classifica dei primi 104 marcatori dei campionati di massima divisione, comprendenti tutte le stagioni sportive di tutti i paesi del mondo a partire dalla stagione 1888-1889 e aggiornata al 9 febbraio 2025.

## Classifica
Aggiornata al 13 luglio 2025. In grassetto i calciatori in attività.
| Posizione | Nome                  | Campionati | Presenze | Periodo attività | Gol  |
| --------- | --------------------- | --- | -------- | ---------------- | ---- |
| 1         | Pelé                  | Brasile / USA | 644      | 1957-1977        | 605  |
| 2         | Cristiano Ronaldo     | Portogallo / Inghilterra / Spagna / Italia / Arabia Saudita                                                       | 728      | 2002-2025        | 572  |
| 3         | Lionel Messi          | Spagna / Francia / USA                                                                                            | 622      | 2004-2025        | 534  |
| 4         | Romário               | Brasile / Paesi Bassi / Spagna /Australia                                                                         | 675      | 1985-2009        | 525  |
| 5         | Josef Bican           | Austria / Cecoslovacchia                                                                                          | 341      | 1931-1955        | 518  |
| 6         | Ferenc Puskás         | Ungheria / Spagna                                                                                                 | 530      | 1943-1966        | 514  |
| 7         | Roberto Dinamite      | Brasile / Spagna                                                                                                  | 765      | 1971-1992        | 476  |
| 8         | Zico                  | Brasile / Italia / Giappone                                                                                       | 639      | 1971-1994        | 436  |
| 9         | Eusébio               | Portogallo / USA / Messico                                                                                        | 410      | 1960-1977        | 418  |
| 10        | Imre Schlosser        | Ungheria / Austria                                                                                                | 318      | 1905-1928        | 417  |
| 11        | Gyula Zsengellér      | Ungheria / Italia / Colombia                                                                                      | 394      | 1935-1952        | 416  |
| 12        | Robert Lewandowski    | Polonia / Germania / Spagna                                                                                       | 546      | 2008-2025        | 413  |
| 13        | Jimmy McGrory         | Scozia | 408      | 1922-1938        | 410  |
| 13        | Luis Suárez           | Uruguay / Paesi Bassi / Inghilterra / Spagna / Brasile / USA                                                      | 636      | 2004-2025        | 410  |
| 15        | Gerd Müller           | Germania Ovest / USA                                                                                              | 507      | 1965-1981        | 405  |
| 16        | Hugo Sánchez          | Messico / USA / Spagna                                                                                            | 684      | 1976-1997        | 400  |
| 17        | Zlatan Ibrahimović    | Svezia / Paesi Bassi / Italia / Spagna / Francia / Usa                                                            | 613      | 1999-2023        | 394  |
| 18        | Ferenc Szusza         | Ungheria | 462      | 1940-1961        | 393  |
| 19        | Carlos Bianchi        | Argentina / Francia                                                                                               | 546      | 1967-1984        | 385  |
| 20        | Alfredo Di Stéfano    | Argentina / Colombia / Spagna                                                                                     | 521      | 1945-1966        | 376  |
| 21        | Gunnar Nordahl        | Svezia / Italia                                                                                                   | 463      | 1940-1958        | 374  |
| 22        | Jimmy Greaves         | Inghilterra / Italia                                                                                              | 527      | 1957-1971        | 366  |
| 23        | Delio Onnis           | Argentina / Francia                                                                                               | 560      | 1968-1986        | 363  |
| 24        | Hughie Ferguson       | Scozia / Inghilterra                                                                                              | 422      | 1916-1930        | 361  |
| 25        | József Takács         | Ungheria | 355      | 1920-1940        | 360  |
| 26        | Arthur Friedenreich   | Brasile | 323      | 1910-1934        | 354  |
| 26        | Hans Krankl           | Austria / Spagna                                                                                                  | 473      | 1970-1988        | 354  |
| 28        | György Sárosi         | Ungheria | 383      | 1930-1948        | 351  |
| 28        | Osvaldo Castro        | Cile / Messico | 592      | 1966-1984        | 351  |
| 30        | Albert De Cleyn       | Belgio | 395      | 1932-1954        | 350  |
| 30        | Víctor Antelo         | Bolivia | 443      | 1983-2001        | 350  |
| 32        | Joe Bambrick          | Irlanda Unita / Inghilterra                                                                                       | 264      | 1926-1938        | 345  |
| 33        | Joseph Mermans        | Belgio | 382      | 1941-1957        | 339  |
| 34        | Isidro Lángara        | Spagna / Argentina / Messico                                                                                      | 287      | 1933-1948        | 336  |
| 34        | Hughie Gallacher      | Scozia / Inghilterra                                                                                              | 466      | 1921-1938        | 336  |
| 36        | Aleksandar Đurić      | Bosnia / Singapore                                                                                                | 512      | 1995-2014        | 335  |
| 37        | Fernando Peyroteo     | Portogallo | 197      | 1937-1949        | 331  |
| 37        | Arsenio Erico         | Paraguay / Argentina                                                                                              | 372      | 1930-1949        | 331  |
| 37        | Cabinho               | Brasile / Messico                                                                                                 | 481      | 1971-1987        | 331  |
| 40        | Fernando Gomes        | Portogallo / Spagna                                                                                               | 432      | 1974-1991        | 330  |
| 41        | Jimmy Jones           | Irlanda del Nord                                                                                                  | 285      | 1947-1964        | 329  |
| 42        | Glenn Ferguson        | Irlanda del Nord                                                                                                  | 660      | 1987-2011        | 324  |
| 43        | Carlos Hermosillo     | Messico / Belgio / USA                                                                                            | 577      | 1983-2001        | 323  |
| 44        | Raymond Braine        | Belgio / Cecoslovacchia                                                                                           | 370      | 1922-1944        | 322  |
| 45        | Robert Dienst         | Austria | 349      | 1943-1962        | 321  |
| 46        | Dixie Dean            | Inghilterra / Irlanda                                                                                             | 369      | 1924-1939        | 320  |
| 46        | Marc Lloyd-Williams   | Galles / Irlanda del Nord                                                                                         | 471      | 1992-2011        | 320  |
| 48        | Ruud Geels            | Paesi Bassi / Belgio                                                                                              | 483      | 1965-1983        | 318  |
| 49        | Steve Bloomer         | Inghilterra | 536      | 1892-1914        | 317  |
| 50        | José Cardozo          | Paraguay / Svizzera / Cile / Messico / Argentina                                                                  | 470      | 1989-2006        | 316  |
| 50        | David McLean          | Scozia / Inghilterra                                                                                              | 515      | 1907-1926        | 316  |
| 52        | Gyula Szilágyi        | Ungheria | 390      | 1943-1960        | 313  |
| 52        | Ferenc Bene           | Ungheria / Finlandia                                                                                              | 456      | 1961-1982        | 313  |
| 54        | Krzysztof Warzycha    | Polonia / Grecia                                                                                                  | 555      | 1983-2003        | 312  |
| 55        | Willy van der Kuijlen | Paesi Bassi | 545      | 1964-1982        | 311  |
| 56        | Jardel                | Brasile / Portogallo / Turchia / Inghilterra / Italia / Argentina / Cipro / Australia / Bulgaria / Arabia Saudita | 382+     | 1991-2011        | 309+ |
| 57        | Ernst Stojaspal       | Austria / Francia                                                                                                 | 380      | 1942-1962        | 306  |
| 57        | Karim Benzema         | Francia / Spagna / Arabia Saudita                                                                                 | 592      | 2004-2025        | 306  |
| 59        | Ferenc Deák           | Ungheria | 238      | 1944-1954        | 305  |
| 59        | Bob McPhail           | Scozia | 463      | 1923-1939        | 305  |
| 61        | Maksim Gruznov        | Estonia | 494      | 1992-2012        | 304  |
| 61        | Anton Polster         | Austria / Italia / Spagna / Germania                                                                              | 535      | 1982-2000        | 304  |
| 63        | Dave Halliday         | Scozia / Inghilterra                                                                                              | 394      | 1921-1934        | 303  |
| 63        | Juan Carlos Plata     | Guatemala | 571      | 1990-2010        | 303  |
| 65        | Archie Stark          | USA | 328      | 1921-1931        | 300  |
| 66        | Ángel Labruna         | Argentina / Uruguay / Cile                                                                                        | 536      | 1939-1961        | 296  |
| 67        | Sándor Kocsis         | Ungheria / Svizzera / Spagna                                                                                      | 335      | 1945-1965        | 294  |
| 68        | José Águas            | Portogallo / Austria                                                                                              | 288      | 1950-1964        | 292  |
| 69        | Johan Cruijff         | Paesi Bassi / Spagna / USA                                                                                        | 506      | 1964-1984        | 290  |
| 69        | Samuel Eto'o          | Spagna / Italia / Russia / Inghilterra / Turchia                                                                  | 559      | 1997-2019        | 290  |
| 69        | László Fazekas        | Ungheria / Belgio                                                                                                 | 519      | 1965-1984        | 290  |
| 69        | Silvio Piola          | Italia | 566      | 1929-1954        | 290  |
| 69        | Rivaldo               | Brasile / Spagna / Italia / Grecia                                                                                | 607      | 1992-2014        | 290  |
| 69        | Erwin Vandenbergh     | Belgio / Francia                                                                                                  | 539      | 1976-1995        | 290  |
| 75        | Karl Decker           | Austria / Germania / Francia / Svizzera                                                                           | 302      | 1938-1958        | 288  |
| 76        | Gordon Hodgson        | Inghilterra | 456      | 1925-1940        | 287  |
| 77        | Williams Reyes        | El Salvador | 575      | 2000-2016        | 286  |
| 78        | Thierry Henry         | Francia / Italia / Inghilterra / Spagna / USA                                                                     | 581      | 1994-2014        | 284  |
| 79        | Bebeto                | Brasile / Spagna / Messico / Giappone                                                                             | 536      | 1983-2001        | 283  |
| 80        | Sergio Agüero         | Argentina / Spagna / Inghilterra                                                                                  | 508      | 2002-2021        | 282  |
| 80        | Edinson Cavani        | Uruguay / Italia / Francia / Inghilterra / Spagna / Argentina                                                     | 527      | 2004-2025        | 282  |
| 82        | Bernard Voorhoof      | Belgio | 473      | 1927-1948        | 281  |
| 82        | Alan Shearer          | Inghilterra | 553      | 1987-2006        | 281  |
| 84        | Ronaldo               | Brasile / Paesi Bassi / Spagna / Italia                                                                           | 384      | 1993-2011        | 280  |
| 84        | Arthur Ceuleers       | Belgio | 401      | 1933-1951        | 280  |
| 86        | Gonzalo Higuaín       | Argentina / Spagna / Italia / Inghilterra / USA                                                                   | 530      | 2004-2022        | 279  |
| 87        | Sergio Ibarra         | Perù / El Salvador / Colombia                                                                                     | 499+     | 1993-2014        | 277  |
| 87        | Edin Dzeko            | Bosnia E. / Germania / Inghilterra / Italia / Turchia                                                             | 658      | 2003-2025        | 277  |
| 89        | Mario Kempes          | Argentina / Spagna / Austria                                                                                      | 494      | 1973-1992        | 276  |
| 90        | Willie Reid           | Scozia | 385      | 1904-1922        | 275  |
| 90        | Harry Kane            | Inghilterra / Germania                                                                                            | 383      | 2011-2025        | 275  |
| 92        | Rhys Griffiths        | Galles | 343      | 2001-2022        | 271  |
| 92        | Géza Toldi            | Ungheria | 324      | 1928-1946        | 271  |
| 92        | Rolando Fonseca       | Costa Rica / Messico / Colombia / Guatemala                                                                       | 657      | 1991-2010        | 271  |
| 95        | Giorgio Chinaglia     | Italia / USA | 388      | 1969-1983        | 270  |
| 95        | Ally McCoist          | Inghilterra / Scozia                                                                                              | 532      | 1981-2001        | 270  |
| 95        | Juan García           | Venezuela / Colombia                                                                                              | 607      | 1989-2015        | 270  |
| 98        | Luis Ernesto Tapia    | Panama / El Salvador / Guatemala                                                                                  | 485      | 1961-1981        | 269  |
| 99        | Franz Binder          | Austria / Germania                                                                                                | 243      | 1931-1949        | 268  |
| 99        | Teófilo Cubillas      | Perù / Svizzera / Portogallo / USA                                                                                | 469      | 1966-1987        | 268  |
| 99        | Henrik Larsson        | Svezia / Paesi Bassi / Scozia / Spagna / Inghilterra                                                              | 478      | 1993-2009        | 268  |
| 99        | Hakan Şükür           | Turchia / Italia / Inghilterra                                                                                    | 534      | 1988-2008        | 268  |
| 99        | Klaus Fischer         | Germania Ovest | 535      | 1968-1988        | 268  |
| 104       | Raúl                  | Spagna / Germania / Qatar                                                                                         | 654      | 1994-2014        | 267  |

## Classifica in base alla nazionalità
Aggiornata al 26 dicembre 2023. In grassetto i calciatori in attività.
In caso di calciatori che hanno cambiato nazionalità, si è tenuto conto di quella di cui erano nel periodo in cui hanno realizzato più reti.
In caso di giocatori con cambio temporaneo di nazionalità, si è tenuto conto della nazionalità iniziale.
| Posizione | Nazionalità          | Calciatori Presenti | Miglior Marcatore (Gol)   | Gol Totali |
| --------- | -------------------- | ------------------- | ------------------------- | ---------- |
| 1         | Ungheria             | 12                  | Ferenc Puskás (514)       | 4237       |
| 2         | Brasile              | 10                  | Pelé (605)                | 3883+      |
| 3         | Argentina            | 9                   | Lionel Messi (497)        | 3030       |
| 4         | Scozia               | 8                   | Jimmy McGrory (410)       | 2576       |
| 5         | Portogallo           | 5                   | Cristiano Ronaldo (531)   | 1902       |
| 6         | Belgio               | 6                   | Albert De Cleyn (350)     | 1862       |
| 7         | Austria              | 6                   | Hans Krankl (354)         | 1841       |
| 8         | Inghilterra          | 5                   | Jimmy Greaves (366)       | 1571       |
| 9         | Svezia               | 3                   | Zlatan Ibrahimović (394)  | 1036       |
| 10        | Paesi Bassi          | 3                   | Ruud Geels (318)          | 919        |
| 11        | Messico              | 2                   | Hugo Sánchez (400)        | 723        |
| 12        | Polonia              | 2                   | Robert Lewandowski (374)  | 686        |
| 13        | Germania             | 2                   | Gerd Müller (405)         | 673        |
| 14        | Uruguay              | 2                   | Luis Suárez (385)         | 661        |
| 15        | Irlanda del Nord     | 2                   | Jimmy Jones (329)         | 653        |
| 16        | Paraguay             | 2                   | Arsenio Erico (331)       | 647        |
| 17        | Camerun              | 2                   | Roger Milla (350)         | 640        |
| 18        | Spagna               | 2                   | Isidro Lángara (336)      | 603        |
| 19        | Galles               | 2                   | Marc Lloyd-Williams (320) | 591        |
| 20        | Francia              | 2                   | Thierry Henry (284)       | 565        |
| 21        | Italia               | 2                   | Silvio Piola (290)        | 560        |
| 22        | Cecoslovacchia       | 1                   | Josef Bican (518)         | 518        |
| 23        | Cile                 | 1                   | Osvaldo Castro (351)      | 351        |
| 24        | Bolivia              | 1                   | Víctor Antelo (350)       | 350        |
| 25        | Irlanda              | 1                   | Joe Bambrick (345)        | 345        |
| 26        | Bosnia Ed Erzegovina | 1                   | Aleksandar Đurić (335)    | 335        |
| 27        | Svizzera             | 1                   | Jacques Fatton (307)      | 307        |
| 28        | Estonia              | 1                   | Maksim Gruznov (304)      | 304        |
| 29        | Guatemala            | 1                   | Juan Carlos Plata (303)   | 303        |
| 30        | Stati Uniti          | 1                   | Archie Stark (300)        | 300        |
| 31        | El Salvador          | 1                   | Williams Reyes (286)      | 286        |
| 32        | Costa Rica           | 1                   | Rolando Fonseca (271)     | 271        |
| 33        | Venezuela            | 1                   | Juan García (270)         | 270        |
| 34        | Panama               | 1                   | Luis Ernesto Tapia (269)  | 269        |
| 35        | Perù                 | 1                   | Teófilo Cubillas (268)    | 268        |
| 35        | Turchia              | 1                   | Hakan Şükür (268)         | 268        |

## Classifica nei principali campionati europei
Per primcipali campionati europei si intendono Francia, Germania, Inghilterra, Italia, Spagna.
Aggiornata al 30 marzo 2025. In grassetto i calciatori in attività.
| Posizione | Nome                 | Periodo attività | Presenze                   | Gol                        | Media |
| --------- | -------------------- | ---------------- | -------------------------- | -------------------------- | ----- |
| 1         | Lionel Messi         | 2004–2023        | 578 (520 / 58 )            | 496 (474 / 22 )            | 0.86  |
| 2         | Cristiano Ronaldo    | 2003–2022        | 626 (292 / 236 / 98 )      | 495 (311 / 103 / 81 )      | 0.79  |
| 3         | Robert Lewandowski   | 2010–2024        | 481 (384 / 97 )            | 379 (312 / 67 )            | 0.79  |
| 4         | Jimmy Greaves        | 1957–1972        | 526 (516 / 10 )            | 366 (357 / 9 )             | 0.7   |
| 5         | Gerd Müller          | 1965–1979        | 427                        | 365                        | 0.85  |
| 6         | Steve Bloomer        | 1892–1914        | 536                        | 314                        | 0.59  |
| 7         | Dixie Dean           | 1924–1938        | 362                        | 310                        | 0.86  |
| 8         | Zlatan Ibrahimović   | 2004–2023        | 467 (283 / 29 / 122 / 33 ) | 302 (156 / 16 / 113 / 17 ) | 0.65  |
| 9         | Delio Onnis          | 1972–1986        | 449                        | 299                        | 0.67  |
| 10        | Silvio Piola         | 1929–1954        | 566                        | 290                        | 0.51  |
| 11        | Gordon Hodgson       | 1925–1940        | 456                        | 287                        | 0.63  |
| 12        | Alan Shearer         | 1988–2006        | 559                        | 283                        | 0.51  |
| 13        | Karim Benzema        | 2004–2023        | 551 (112 / 439)            | 281(43 / 238 )             | 0.51  |
| 14        | Klaus Fischer        | 1968–1988        | 535                        | 268                        | 0.5   |
| 15        | Edinson Cavani       | 2006–2023        | 479 (213 / 200 / 41 / 25 ) | 267 (112 / 138 / 12 / 5 )  | 0.56  |
| 16        | Giuseppe Meazza      | 1927–1947        | 443                        | 263                        | 0.59  |
| 17        | Sergio Agüero        | 2006–2021        | 454 (179 / 275 )           | 259 (75 / 184 )            | 0.57  |
| 18        | David Jack           | 1920–1934        | 476                        | 257                        | 0.54  |
| 18        | Charlie Buchan       | 1912–1928        | 482                        | 257                        | 0.53  |
| 20        | Raúl                 | 1994–2012        | 616 (550 / 66 )            | 256 (228 / 28 )            | 0.42  |
| 21        | Nat Lofthouse        | 1946–1960        | 452                        | 255                        | 0.56  |
| 21        | Bernard Lacombe      | 1969–1987        | 497                        | 255                        | 0.51  |
| 23        | Telmo Zarra          | 1940–1955        | 278                        | 251                        | 0.9   |
| 24        | Francesco Totti      | 1992–2017        | 619                        | 250                        | 0.4   |
| 25        | Luis Suárez          | 2010–2022        | 368 (110 / 258 )           | 248 (69 / 179 )            | 0.67  |
| 25        | Joe Bradford         | 1921–1935        | 410                        | 248                        | 0.6   |
| 27        | Hughie Gallacher     | 1925–1938        | 355                        | 246                        | 0.69  |
| 28        | Joe Smith            | 1908–1927        | 410                        | 243                        | 0.59  |
| 29        | George Brown         | 1921–1935        | 366                        | 240                        | 0.66  |
| 30        | Ian Rush             | 1980–1998        | 544 (515 / 29 )            | 239 (232 / 7 )             | 0.44  |
| 31        | Gonzalo Higuaín      | 2006–2020        | 428 (190 / 224 / 14 )      | 237 (107 / 125 / 5 )       | 0.55  |
| 32        | Hugo Sánchez         | 1981–1994        | 347                        | 234                        | 0.67  |
| 33        | Thierry Henry        | 1994–2012        | 459 (105 / 16 / 80 / 258 ) | 233 (20 / 3 / 35 / 175 )   | 0.51  |
| 34        | / Alfredo Di Stéfano | 1953–1966        | 329                        | 227                        | 0.69  |
| 35        | Gunnar Nordahl       | 1948–1958        | 291                        | 225                        | 0.77  |